# 소닉 윙즈
〈소닉 윙즈〉(Sonic Wings, 일본어: ソニックウィングス)는 비디오 시스템에서 제작, 1992년에 출시한 진행형 슈팅 게임이다. 서양권에는 〈에어로 파이터즈〉(Aero Fighters)라는 제목으로 출시되었다.